# Sint-Amelbergakerk (Wechelderzande)

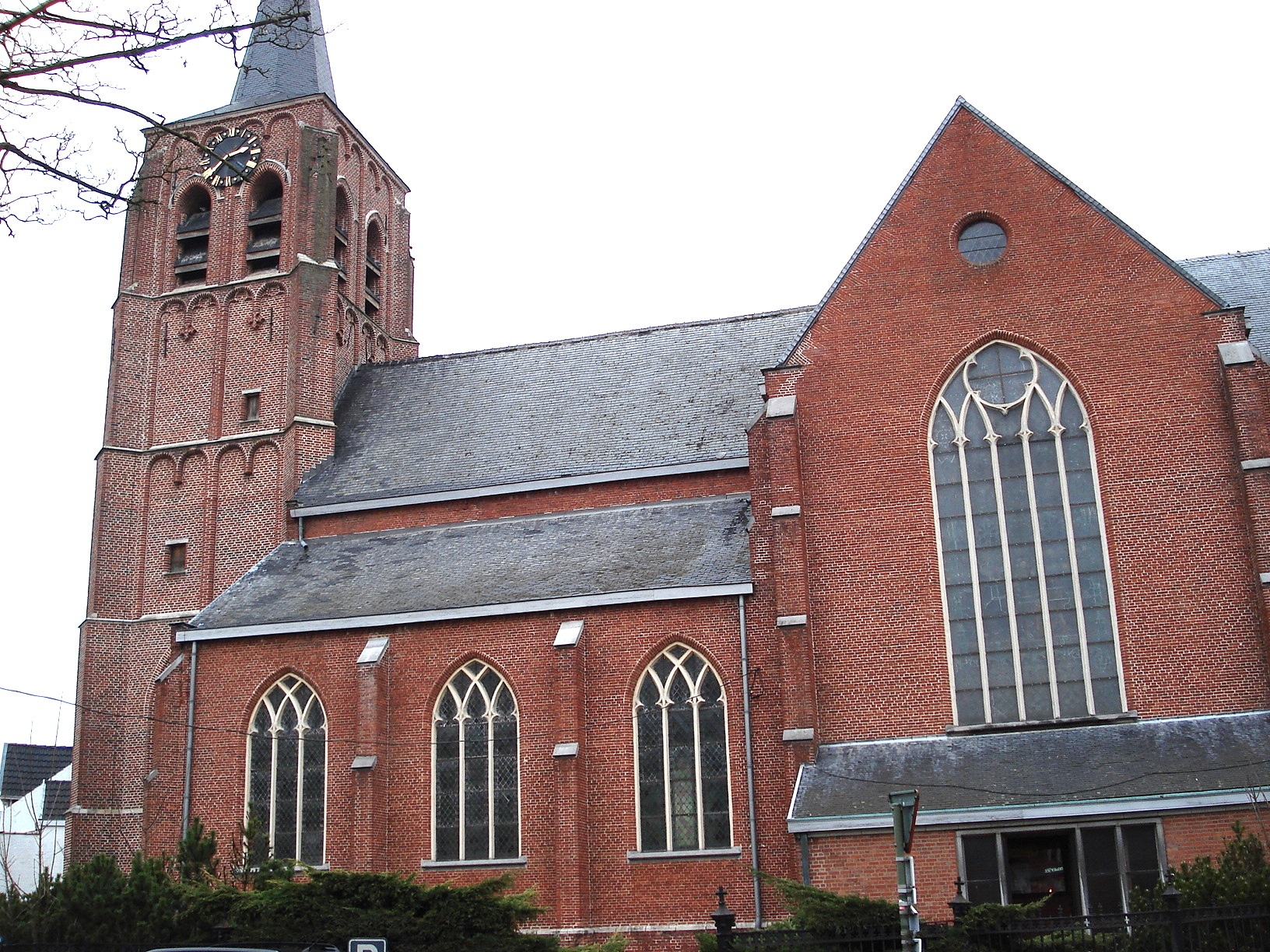
Sint-Amelbergakerk

De Sint-Amelbergakerk is de parochiekerk van de tot de Antwerpse gemeente Lille behorende plaats Wechelderzande, gelegen aan Den Hert.

## Geschiedenis
Wechelderzande was kerkelijk gezien een bijkerk van Poederlee, dat weer afhankelijk was van de parochie van Vorselaar. In 1321 werd Poederlee samen met Wechelderzande afgescheiden van Vorselaar en in 1572 werd Wechelderzande een zelfstandige parochie, evenals Poederlee.
De huidige toren werd omstreeks 1500 gebouwd en in 1674-1675 werd de torenspits vernieuwd. In 1852 werd een nieuwe kerk gebouwd naar ontwerp van Eugeen Gife. met behoud van de toren. In 1861 werd een neogotisch venster boven de ingang aangebracht.
In 1995-1996 werden kerk en toren gerenoveerd.

## Gebouw
Het betreft een neogotische georiënteerde bakstenen pseudobasiliek met voorgebouwde westtoren in Kempense gotiek.
De westtoren heeft vijf geledingen en een ingesnoerde naaldspits. Het koor is driezijdig afgesloten.

## Interieur
De kerk heeft het schilderij: Verheerlijking van de Heilige Amelberga door Theodoor Boeyermans (1664) , een Kruisafnemingdoor Cornelis de Vos (1626) en Onze-Lieve-Vrouw met kind schenkt de rozenkrans aan de Heilige Dominicus door Michiel Coxie.
Ook zijn er diverse beelden waaronder Sint-Amelberga (15e of 16e eeuw), Onze-Lieve-Vrouw (omstreeks 1600), Sint-Hubertus (omstreeks 1700), de Heiligen Petrus en Paulus (17e eeuw), Sint-Sebastiaan (18e eeuw) en een Triomfkruis (1525).
Het noordelijk portiekaltaar, gewijd aan Onze-Lieve-Vrouw is uit het begin van de 17e eeuw. Het zuidelijk portiekaltaar is gewijd aan Sint-Amelberga en stamt uit dezelfde tijd. Het orgel is van 1832 en werd vervaardigd door Delhaye. Het doopvont is 17e-eeuws en heeft een 16e-eeuwse gotische stenen voet.